# Amauronematus helleni
Amauronematus helleni är en stekelart som beskrevs av Lindqvist 1941. Amauronematus helleni ingår i släktet Amauronematus, och familjen bladsteklar. Arten är reproducerande i Sverige.